# Jürgen Eschert
Jürgen Eschert, né le 24 août 1941 à Magdebourg, est un céiste allemand, champion olympique  de sa discipline. En activité dans les années 1960, il pratique la course en ligne.

## Palmarès aux Jeux olympiques
- Jeux olympiques de 1964 à Tokyo :
  -  Médaille d'or en C-1 1 000 m